# Olof Ruin
Olof Kristian Ruin, född 8 november 1927 i Helsingfors, död 31 maj 2023 i Danderyds distrikt, Stockholms län, var en svensk statsvetare, grundlagsexpert och professor.

## Biografi
Olof Ruin var av finlandssvensk härstamning och evakuerades från Finland till Sverige med tåg och båt efter vinterkrigets utbrott.
Han studerade vid Lunds universitet, där han blev filosofie kandidat 1948 och filosofie licentiat 1954. Han var ordförande i Lunds studentkår 1955. Ruin disputerade 1960 på avhandlingen Kooperativa förbundet 1899–1929: en organisationsstudie och blev samma år docent i statskunskap, först i Lund och samma år vid Stockholms universitet. Han blev preceptor i Lund 1966, i Stockholm 1967 och utsågs till biträdande professor i statskunskap vid Stockholms universitet 1969. Olof Ruin blev 1973 tillförordnad innehavare av Lars Hiertas professur i statskunskap, en lärostol han 1976–1993 innehade som ordinarie. Han var dekanus för samhällsvetenskapliga fakulteten 1974–1984. Ruin verkade som gästprofessor vid University of Michigan 1971–1972 samt vid University of California, Berkeley 1981 och 1991.
Olof Ruin invaldes som utländsk ledamot av Finska Vetenskaps-Societeten 1981 och av Finska Vetenskapsakademien 1982.  Han var också arbetande ledamot av Kungliga Vitterhetsakademien sedan 1990. Han blev hedersledamot av Wermlands nation i Lund 1984. Han förlänades Hans Majestät Konungens medalj av 12:e storleken i högblått band 1997.

### Forskning
Ruins forskning är inriktad på svensk politik med verk som Mellan samlingsregering och tvåpartisystem Den svenska regeringsfrågan 1945–1960 (1968), Studentmakt och statsmakt. Tre studier i svensk politik (1979) samt I välfärdsstatens tjänst. Tage Erlander 1946–1969 (1986); på engelska Tage Erlander Serving the Welfare  State, 1946–1969 ( University of Pittsburgh Press 1900). Vidare har han publicerat Statsministern  Från Tage Erlander till Göran Persson (2007) samt Maktens former Tretton essäer om politik (2012). Han har också skrivit en biografi över sin far och gett ut fyra memoarpräglade skrifter av vilka den senaste är Mina Tretal En annorlunda memoar (2015).

### Engagemang
Ruin var 1957–1958 anställd som ledarskribent på Dagens Nyheter under Herbert Tingsten och 1960–1962 huvudsekreterare i den av Olof Palme ledda Studiesociala utredningen samt verkade ett år som ställföreträdande universitetskansler. Han var dekanus för den Samhällsvetenskapliga fakulteten vid Stockholms universitet 1974–1984, ordförande för Institutet för framtidsstudier 1986–1995, för HSFR 1995–1998 och för STINT 1998–1999. Under 1990-talet var han ordförande för tre statliga utredningar som hade samband med Sveriges inträde i EU. Hans internationella engagemang har inrymt ledamotskap i styrelsen för European Consortium for Political Research, International Political Science Association samt European University Institute Florence.

### Familj
Olof Ruin var son till Hans Ruin, sonson till Waldemar Ruin och dotterson till Richard Sievers samt far till Påhl Ruin, Klas Ruin och Hans Ruin. Hans syster Martina gifte sig med Olof Lagercrantz, och Ruin är därmed morbror till Marika Lagercrantz och David Lagercrantz. Han var från 1958 gift med filosofie doktor Inger Björck (född 1934), dotter till polisdomare Carl Gustaf Björck och Elsa, ogift Holmdahl.
Förutom statsvetenskapliga arbeten har han också skrivit en biografi över sin far Hans Ruin, med titeln Hans Ruin: en gränsöverskridare (2009).